# 1842
1859 (MDCCCXLII) a fost un an al calendarului gregorian, care a început într-o zi de sâmbătă.

## Evenimente
- decembrie: Gheorghe Bibescu, domn al Țării Românești (până în iunie 1848).
- Imperiul Britanic anexează Hong Kong-ul (până în 1 iulie 1997).

## Arte, știință, literatură și filozofie
- A fost fondată Orchestra Filarmonică din Viena.
- Dimitrie Bolintineanu debutează cu poezia O fată tânară pe patul morții
- Eugène Sue scrie Misterele Parisului
- Giuseppe Verdi obține la Scala un succes triumfal cu opera Nabucco
- Medicul american Crawford Long a fost primul care a practicat o operație cu anestezie generală
- Nikolai Gogol scrie Suflete moarte

## Nașteri
- 24 februarie: Arrigo Boito, compozitor și scriitor italian (d. 1918)
- 25 februarie: Karl May, scriitor german (d. 1912)
- 18 martie: Stéphane Mallarmé, poet francez (d. 1898)
- 4 aprilie: Édouard Lucas, matematician francez (d. 1891)
- 23 august: Osborne Reynolds, om de știință britanic, membru al Royal Society (d. 1912)
- 20 septembrie: James Dewar, inventator, chimist și fizician britanic (d. 1923)
- 21 septembrie: Abdul-Hamid al II-lea, sultan otoman (d. 1918)
- 12 noiembrie: John William Strutt Rayleigh, fizician britanic, laureat al Premiului Nobel (d. 1919)
- 22 noiembrie: José María de Heredia, poet francez, maestrul modern al sonetului francez (d. 1905)
- 31 decembrie: Iacob Negruzzi, scriitor și politician român, fiul lui Costache Negruzzi (d. 1932)

## Decese
- 23 martie: Stendhal (n. Henri-Marie Beyle), 59 ani, scriitor francez (n. 1783)
- 8 mai: Jules Dumont d'Urville (n. Jules-Sébastien-César Dumont d’Urville), 51 ani, explorator polar francez (n. 1790)
- 28 iulie: Clemens Brentano (Clemens Wenzeslaus Brentano), 53 ani, poet german (n. 1778)